# Sociální zahálení

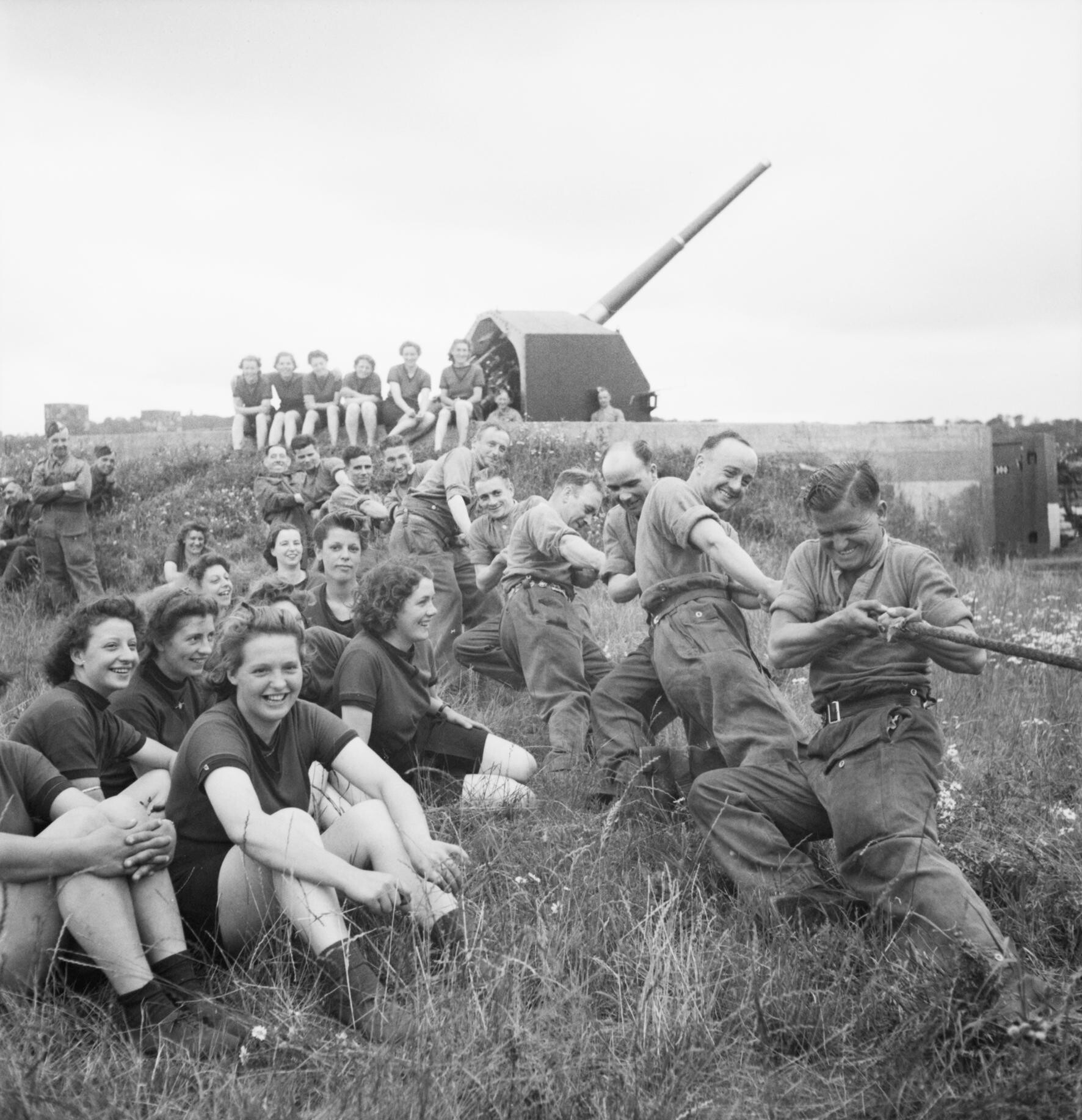
Příklad sociálního zahálení: ženy sledují muže, jak pracují za ně

Sociální zahálení (lenivost) znamená v sociální psychologii situaci, kdy jedinec ví, že nebude hodnocen za vlastní individuální výkon, ale že bude hodnocena celá skupina dohromady. Svůj výkon tím tedy snižuje. Čím více lidí pracuje na společném úkolu, tím méně aktivity každý jedinec vynakládá. Fenoménem sociálního zahalení se zabývá řada prací, z nichž nejznámější jsou výzkumy Maxe Ringelmanna, Bubba Latanhe, Kiplinga Williamse a Stephena Harkinse.

## Princip
Lidé se často domnívají, že skupinová práce znamená automaticky výhodu před prací jednotlivců. Předpokládají totiž, že skupina vykoná větší práci než stejný počet izolovaných jednotlivců. Avšak při porovnání pracující skupiny a pracujícího jedince mnohdy dochází k opaku. Důvodem je, že při stejném společném úkolu může ve skupině docházet ke snížení motivace, tudíž každý jeden ze skupiny udělá mnohem méně práce než samostatně. Právě tomuto počínání se začalo v průběhu 19. století říkat social loafing, v češtině sociální zahálení (český výraz odpovídá spíš francouzskému paresse sociale). Tento jev poprvé zaznamenal ke konci 19. století francouzský zemědělský inženýr Maximilien Ringelmann, který zkoumal snížení produktivity dělníků po jejich začlenění do skupiny.

## Experimenty prokazující existenci jevu

### Ringelmannův efekt
Maximilien Ringelmann provedl experiment, který zjišťoval míru zapojení lidí ve skupině. Požádal muže, aby zatáhl za lano, jak nejsilněji může, a sílu měřil siloměrem. Poté požádal dva muže, aby společně zatáhli za lano, jak nejsilněji mohou, tři muže...
Měřením a výpočtem zjistil, že síla na jednoho muže klesala se zvyšujícím se počtem táhnoucích; snížil se individuální výkon. Neplatí tedy předpoklad, že jeden muž utáhne x váhových jednotek a n mužů n × x váhových jednotek. Tři lidé táhli jen silou 2,5 × průměrný individuální výkon a osm lidí táhlo méně než čtyři lidé. Nejprve byly ztráty výkonu vysvětlovány absencí koordinace. Později bylo dokázáno, že ztráty výkonu byly způsobeny ztrátou motivace.

### Měření hladiny hluku způsobené tleskáním a křikem
Výzkumy na toto téma provedli B. Latané, K. Williams a S. Harkins. Výzkumníci umístili zkoumané osoby do půlkruhu. Pak žádali jednotlivé osoby nebo více osob najednou, aby tleskali nebo křičeli jak nejvíce mohou a pomocí přístroje měřili hladinu hluku. Výsledky byly stejné jako u „tahání lana“. Úroveň hluku se s velikostí skupiny zvětšovala, ale ne v přímém poměru. Průměrně osoba vytvářela tlak 3,7 dyn/cm². V párech se tato hodnota snížila na 2,6 dyn/cm², ve čtveřici na 1,8 dyn/cm² a ve skupině šesti osob na 1,5 dyn/cm² za osobu. Přitom nebyl zaznamenán žádný blokovací efekt (jako například únava).

## Příčiny

### Šíření odpovědnosti
Jak se zvyšuje počet lidí ve skupině nebo týmu, lidé pociťují de-individualizaci. Tento termín definuje jak disociaci od úspěchu jednotlivce, tak snížení osobní odpovědnosti, což má za následek nižší vynaložené úsilí pro jednotlivce v prostředích spolupráce. Tento jev tak může snížit celkovou efektivitu skupiny, protože je nakažlivý a je obtížné jej napravit. Jakmile tento jev identifikuje vedoucí skupiny nebo týmu, je jejich odpovědností přehodnotit a uvést do pohybu nová pravidla a očekávání pro každého.
Když se sníží motivace pro celkový cíl nebo úkol, celkový příspěvek poklesne. Když má člověk pocit, že jeho celkové úsilí je nízké nebo nedůležité, pravděpodobně se u něho projeví sociální zahálení.
Uvádí se, že úroveň motivace k aktivitě ovlivňuje chování člověka ve skupině. Toto zjištění, považované za model kolektivního úsilí podle Karau a Williamse (1993, 2001), podrobně uvádí, že jedinci, kteří mají větší motivaci, se častěji zapojují do sociálního usnadňování (tj. Zvyšují své úsilí v přítomnosti ostatních), zatímco ti, kteří jsou méně motivovaní, je pravděpodobnější, že se zapojí do sociálního zahálení.
Postoj člověka k těmto dvěma faktorům tedy ovlivní jeho motivační úroveň a následné skupinové chování. Karau a Williams zjistili, že motivace byla nejvyšší, když člověk věřil, že cíl je snadno dosažitelný a velmi hodnotný. Na druhou stranu, motivace byla nejnižší, když se cíl zdál nemožný a vůbec ne hodnotný.
Bohužel přítomnost skupiny může ovlivnit něčí vnímání těchto dvou faktorů mnoha způsoby. Například práce ve skupině může snížit nebo zvýšit úsilí člověka při dosažení cíle. To znamená, že v závislosti na členech skupiny se jednotlivec může ocitnout ve skupině vysoce úspěšných lidí, kteří tvrdě pracují a mají zaručený úspěch, zatímco jiný se může stejně ocitnout ve skupině líných nebo roztržitých lidí, takže se úspěch se zdá být nedosažitelný. Souvislost mezi osobním úsilím a úspěchem tedy není přímá, protože je úspěch je ovlivněn prací druhých. Podobně může být hodnota cíle podmíněna členy skupiny. Například pokud musíme sdílet úspěch se všemi ostatními členy skupiny, pak se hodnota cíle sníží ve srovnání s hodnotou cíle z individuální perspektivy.

## Předcházení sociálnímu zahálení
Důležitost tří složek, které je třeba uplatňovat při práci ve skupině, aby se sociálnímu zahálení zamezilo:
- viditelnost
- motivace
- týmovost

### Viditelnost
Zahálení mizí, pokud lidé vědí, že je jejich příspěvek možno identifikovat a měřit nezávisle na výkonech ostatních členů skupiny. Je potřeba:
- Rozdělit úkoly
- Přiřadit sociální role
- Monitorovat individuální příspěvky
- Omezovat práci ve skupinách, pokud to není opravdu nutné

### Motivace
Cílem je přesvědčit jedince, že je jeho práce pro skupinu důležitá. Motivace dosáhneme třemi způsoby:
- Spolupráce: Každý má svou speciální úlohu
- Obsah: Obsah úlohy je člověkem považován za důležitý
- Volba: Možnost vlastního výběru sociální role ve skupině

### Týmovost
Je vhodné vytvářet ve skupině přátelské vztahy, například pomocí:
- Seznamovacích akcí
- Teambuildingu

## Modely sociálního zahálení
Výzkumy psychologů a sociologů odhalily některé zákonitosti v projevů sociálního zahálení; na jejich základě vzniklo několik směrů (modelů) sociálního zahálení.

### Model R. E. Kidwella a N. Benneta
Tento model dělí faktory na skupiny podle jejich vlivu na projevy sociálního zahálení:
- Frekvence personálních změn, počet členů, různá doba pobytu v kolektivu - to vše může ovlivnit úroveň motivace k svědomité práci.
- Vztahy a interakce mezi členy skupiny. Skutečnost, že v takové společnosti existuje spravedlnost, má pozitivní vliv na motivaci.
- Charakter vykonávané práce, jasnost úkolů. Kromě toho se sociální lenost v pracovní skupině sníží, pokud jsou úkoly takové povahy, že každý jednotlivý účastník uvidí výsledek své práce, který bude možné ocenit.
- Rozvinutý systém pobídek pro splnění požadavků. Kidwell a Bennett primárně odkazují na finanční faktor, to znamená bonusy nebo prémie.

Posouzení členy skupiny jejího rozměru,[ujasnit] vkladu členů skupiny v konečný výsledek, porozumění členů skupiny stanoveným úkolům a také perspektiva bonusového ohodnocení jsou kombinovány jako soubor faktorů zahrnutých v konceptu racionální volby. V tomto modelu tato fráze znamená vzájemnou korelaci úsilí, které vynaloží jedinec na práci, a také závisející na tom a konečný výsledek a odměnu.
Je třeba poznamenat, že velikost skupiny je často přičítána faktorům ovlivňujícím nárůst sociální lenosti, avšak na základě různých studií nelze v této otázce učinit jednoznačný závěr, protože výsledky si navzájem odporují.
Pochopení, že aktivity pracovních skupin jsou založeny na spravedlnosti (což také snižuje lenost), se nevztahuje na všechny typy spravedlnosti, které existují. V tomto případě hraje roli distribuční spravedlnost, ve které bude odměna za vykonanou práci obdržena v souladu s vynaloženým úsilím.
Kromě toho, důležitost prováděných úkolů také snižuje sociální lenost. Pokud je výsledek práce vzájemně závislý na jiných úkolech, pak se zvyšuje sociální zahálení a pokud je práce více nezávislá, pak klesá.

## Sociální zahálení v reálném životě

### Sestřelení amerických bojových vrtulníků v roce 1994
14. dubna 1994 dvě stíhačky amerického letectva F-15 omylem sestřelily dva vrtulníky americké armády Black Hawk nad severním Irákem a zabily všech 26 vojáků na palubě. Podrobnosti o incidentu analyzoval profesor Vojenské akademie West Point Scott Snook ve své knize Friendly Fire. Ve svém shrnutí omylu sociální nadbytečnosti Snook poukazuje na fakt, že sociální zahálení přispělo k selhání leteckého týmu AWACS při sledování vrtulníků a zabránění sestřelení. Snook tvrdí, že odpovědnost byla „rozšířena tak tenkými zákony sociálního dopadu a zmatenými autoritativními vztahy, že nikdo nebyl nucen jednat“.

### Online komunity a skupiny
Výzkum týkající se sociálního zahálení online je v současné době poměrně řídký, ale stále roste.
Sociální zahálení, také známé jako „číhání“, výrazně ovlivňuje rozvoj a růst online komunit. Termín sociální zahálení označuje tendenci jednotlivců vynakládat menší úsilí při kolektivní práci než při individuální práci. Tento jev je podobný tendenci lidí být součástí skupinového projektu, ale při dokončení práce se spoléhají jen na několik jedinců. Obecně platí, že sociální zaháleči pravidelně sledují diskuse a obsah online komunit, ale rozhodnou se nerozšiřovat příspěvky nebo zvyšovat znalosti komunity. Účast v online komunitách je navíc obvykle dobrovolná; proto neexistuje žádná záruka, že členové komunity přispějí ke znalostem webu, diskusního fóra, vývěsky nebo jiné formy online zapojení.
Hlavní důvod, proč se lidé rozhodnou nepřispívat do online komunit, překvapivě nemusí souviset se společenskou leností, ale ve skutečnosti potenciální přispěvatelé věří, že jejich příspěvky nebudou brány vážně nebo jim nebude přidělena odměna, kterou si zaslouží. Když lidé hodnotí rizika spojená s přispíváním do online komunit, obecně se účasti vyhýbají kvůli nejistotě, kdo jsou ostatní přispěvatelé a čtenáři, a strachu z podcenění jejich práce.

#### Dopady na účast související s věkem
Ačkoli studie obhajují představu, že lidé často nepřispívají do online komunit, některé výzkumy ukazují, že starší lidé se častěji účastní online komunit než mladší lidé, protože různé generace mají tendenci používat internet odlišně. Například starší lidé s větší pravděpodobností vyhledávají informace o zdraví, nakupují a získávají informace, ale méně často sledují videa, stahují hudbu, hrají hry a čtou blogy online. To je pravděpodobně částečně způsobeno skutečností, že některé online komunity uspokojují starší generace. Obsah webových stránek často určuje, jaká věková skupina bude stránky používat nebo je navštěvovat, a protože se na webech, které zaměřují jejich pozornost na starší dospělé, objevuje mnoho forem online komunit, je účast obecně vyšší. Snadnost a dostupnost provozu webových stránek, které hostují online komunitu, může navíc hrát roli ve věkové skupině, která se s největší pravděpodobností zúčastní. Například některé online komunity zaměřené na starší dospělé zjednodušily design svých stránek, aby zlepšily jejich vzhled a použitelnost pro seniory.

### Sociální zahálení ve sportu
U sportovců pracujících v týmu v užším kruhu je menší pravděpodobnost, že budou zahálet. Má to několik důvodů. Zaprvé, sportovci jsou ochotnější obětovat se a tvrdě pracovat, pokud jsou zapojeni do společného cíle s lidmi, s nimiž mají pozitivní vztah. Zadruhé, sportovci pociťují větší tlak na výkon, pokud jsou jejich spoluhráči lidé, se kterými mají bližší vztah a nechtějí je zklamat. A zatřetí, sportovci, kteří jsou součástí soudržného týmu, budou s větší pravděpodobností více povzbuzováni během svých výkonů na hrací ploše. Nedávná výzkumná studie (Hoigaard, Tofteland a Ommundsen) prokázala, že štafetové týmy s dobrou soudržností týmů si vedly výrazně lépe než týmy složené z cizinců.